# C14orf177
C14orf177 (англ. Chromosome 14 open reading frame 177) – білок, який кодується однойменним геном, розташованим у людей на 14-й хромосомі. Довжина поліпептидного ланцюга білка становить 125 амінокислот, а молекулярна маса — 13 861.
| 10         |  | 20         |  | 30         |  | 40         |  | 50         |
| ---------- |  | ---------- |  | ---------- |  | ---------- |  | ---------- |
| MHRKEPGARL |  | EATRGAARPH |  | KQGTKPMITR |  | PSVSQLGEGK |  | CPSSQHLQSL |
| RHNKQHALTL |  | TKARCCGECS |  | TCFCTEEKSE |  | CQRHEETSPG |  | SCNHQIMSAS |
| TISAFCATPR |  | FKQLFKGTVE |  | QMSQM      |  |            |  |            |

A: Аланін

C: Цистеїн

E: Глутамінова кислота

F: Фенілаланін

G: Гліцин

H: Гістидин

I: Ізолейцин

K: Лізин

L: Лейцин

M: Метіонін

N: Аспарагін

P: Пролін

Q: Глутамін

R: Аргінін

S: Серин

T: Треонін